# Zespół pierwszego ugryzienia
Zespół pierwszego ugryzienia (ang. first bite syndrome, FBS) – rzadkie powikłanie, występujące samoistnie lub w późnym okresie po interwencji chirurgicznej (1–2 miesiące) w: dole podskroniowym, przestrzeni przygardłowej oraz – szczególnie – w okolicach głębokiego płata ślinianki przyusznej. Opisywane również przypadki wystąpienia FBS po podwiązaniu tętnicy szyjnej zewnętrznej oraz po operacji na wyrostku rylcowatym w zespole Eagle’a.
Po raz pierwszy zespół był opisany przez Haubricha w 1986 r.

## Epidemiologia
Zespół pierwszego ugryzienia często pozostaje niezauważony, ale niekiedy może zakłócać codzienne życie pacjentów i istotnie pogarszać ich jakość życia. W badaniu opublikowanym przez Linkova i wsp. przeanalizowano przebieg pooperacyjny u pacjentów po operacjach z powodu guzów (łagodnych i złośliwych) zlokalizowanych w dole podskroniowym, głębokim płacie przyusznicy i przestrzeni przygardłowej. Stwierdzono, że zespół FBS był powikłaniem stwierdzonym u 10% pacjentów, ze średnim czasem wystąpienia wynoszącym 97 dni po operacji. W badaniu Costales-Marcos i wsp. opisano 5 pacjentów z zespołem FBS, co stanowiło 8% wśród obserwowanych pacjentów. Średni czas pojawienia się BFS wynosił 2 miesiące po operacji. W badaniu Kawashima i wsp. zespół FBS zauważono u 7% operowanych pacjentów.

## Objawy
Charakteryzuje się ostrym, nagłym bólem w okolicy przyusznej, który często promieniuje do ipsilateralnego ucha i występuje przy ugryzieniu pierwszego kęsa każdego spożywanego pokarmu. Dolegliwości te trwają kilka sekund i ustępują stopniowo w trakcie dalszego żucia. Największe nasilenie bólu jest zwykle przy pierwszym posiłku w ciągu dnia lub po kilku godzinach bez jedzenia. Objawy bólowe mają różne nasilenie i wpływają na jakość życia pacjenta.

## Diagnostyka
Zespół FBS rozpoznaje się na podstawie wywiadu. Pacjenci podają ból o różnym stopniu nasilenia (wg skali VAS 3-7). Zwykle jest on ostry i nagły, występuje w okolicy przyusznej. Promieniuje on często w kierunku ucha po tej samej stronie. Charakterystyczne jest to, że ból występuje przy ugryzieniu pierwszego kęsa każdego spożywanego posiłku, trwa kilka sekund i ustępuje stopniowo w trakcie dalszego żucia. Zaobserwowano, że pokarmy powodujące wzmożone wydzielanie śliny (ostre, pikantne, kwaśne) powodują ból o większym natężeniu niż pokarmy łagodne, neutralne. Zaobserwowano, że u niektórych pacjentów krótkotrwały ból może się pojawić nawet podczas myślenia o jedzeniu.

## Leczenie
Chociaż nasilenie objawów z czasem maleje i pacjenci zgłaszają, że ból ustąpił samoistnie, niekiedy jednak intensywność bólu wymaga interwencji terapeutycznej. Obecnie brak jest jednej skutecznej metody leczenia FBS. Nie wykazano skuteczności zmian w diecie, polegających na ograniczeniu lub unikaniu pokarmów kwaśnych, ostrych, pikantnych. Niewielką skuteczność terapeutyczną mają niesteroidowe leki przeciwzapalne. Zaobserwowano częściowe i całkowite ustąpienie FBS po zastosowaniu leków przeciwpadaczkowych stosowanych w leczeniu nerwobólów i bólu neuropatycznego (pregabalina, gabapentyna i karbamazepina). W badaniu Fiorini i wsp. zastosowanie akupunktury u 2 pacjentów z FBS spowodowało całkowite ustąpienie dolegliwości bólowych.
Zaobserwowano, że po przebytej radioterapii na obszar ślinianki przyusznej (wg wskazań terapeutycznych) całkowicie ustępują dolegliwości bólowe, ale stosowanie tej metody leczenia jako terapii FBS ze względu na skutki uboczne jest przeciwwskazane.
Niektórzy autorzy stosowali leczenie chirurgiczne FBS, które polegało na przecięciu nerwu bębenkowego lub nerwu uszno-skroniowego w celu zmniejszenia unerwienia przywspółczulnego. Wyniki leczenia okazały się niezadowalające a duże ryzyko powikłań ze względu na inwazyjność technik leczenia dyskwalifikuje te metody leczenia.
Wychodząc z założenia, że toksyna botulinowa typu A hamuje uwalnianie acetylocholiny do synaps, co prowadziłoby do zmniejszenia skurczu komórek mięśniowo-nabłonkowych i patologicznego wydzielania z gruczołów, w ostatnim czasie rozpoczęto stosowanie preparatów tej toksyny w leczeniu FBS z dobrym efektem.